# Columelliaceae
Columelliaceae é o nome botânico de uma pequena família de plantas dicotiledóness. A família é composta por 12 espécies num único género: Columellia.
São plantas de porte arbóreo ou arbustivo, de folhas persistentes. São originárias das regiões andinas tropicais da América do Sul.
A classificação filogenética situa a divergência desta família ao nível das euasterídeas II. No sistema APG II (2003), a inclusão de Desfontainia spinosa nesta família é opcional: esta espécie pode também constituir a família Desfontainiaceae.

## Taxonomia
A família foi descrita por David Don e publicado em Edinburgh New Philosophical Journal 6: 46, 49. Tipo 1.828,2 Género tipo é: Columellia Ruiz & Pav.